# 加古川警察署
加古川警察署（かこがわけいさつしょ）は、兵庫県警察が管轄する警察署の一つ。大規模警察署であり、署長は警視正。加古川市および加古郡の全域（稲美町・播磨町）を管轄区域としている。管轄地域の人口は約33万人であり、兵庫県警では西宮警察署・姫路警察署とともに最大クラスの人口を抱える署である。

## 所在地
- 兵庫県加古川市平岡町新在家1224番地13

## 交番
加古川市
- 加古川駅前交番 （加古川町篠原町）
- 平津交番 （米田町平津）
- 神吉交番 （東神吉町神吉）
- 鳩里交番 （加古川町北在家）
- 野口交番 （野口町野口）
- 県農前交番 （平岡町新在家）
- 東加古川交番 （平岡町新在家）
- 土山交番 （平岡町土山）
- 尾上交番 （尾上町池田）
- 別府交番 （別府町朝日町）
- 新神野交番 （新神野）
- 日岡交番 （加古川町大野）
- 神野交番 （神野町神野）
- 八幡交番 （八幡町下村）
- 両荘交番 （上荘町小野）
- 志方交番 （志方町志方町）

加古郡稲美町
- 稲美交番 （国岡）
- 稲美東交番 （野寺）

加古郡播磨町
- 本荘交番 （宮北）
- 野添交番 （野添南）

## 駐在所
加古川市
- 志方東駐在所 （志方町細工所）

## 主な事件
- 加古川7人殺害事件 - 2004年（平成16年）8月2日に加古川市西神吉町大国で発生。
- 加古川小2女児殺害事件 - 2007年（平成19年）10月16日に加古川市別府町で発生。未解決。